# Stephen Elliott (piłkarz)
Stephen Elliott (ur. 6 stycznia 1984 w Dublinie) – irlandzki piłkarz, występujący na pozycji napastnika.
W 2003 wystąpił Mistrzostwa Świata U-20 w Zjednoczonych Emiratach Arabskich. W latach 2004–2006 rozegrał 9 meczów i strzelił 1 gola w pierwszej reprezentacji Irlandii.